# Yallappa Nayakana Hosakote
Yallappa Nayakana Hosakote, ofta förkortat Y.N. Hosakote, är en ort i Indien.   Den ligger i distriktet Tumakuru och delstaten Karnataka, i den södra delen av landet, 1 600 km söder om huvudstaden New Delhi. Antalet invånare är 11 692.